# Galina Rymbu
Galina Rymbu (ros. Галина Георгиевна Рымбу; ur. 20 lipca 1990 w Omsku) – poetka, tłumaczka i kuratorka rosyjska.

## Życiorys
Studiowała filologię i teologię na uniwersytecie w Omsku, ukończyła Instytut Literacki imienia A.M. Gorkiego w Moskwie, studiowała także filozofię społeczno-polityczną na Uniwersytecie Europejskim w Petersburgu. Od 2018 roku mieszka we Lwowie. 

## Twórczość
Wiersze Rymbu przybierają formę politycznych wypowiedzi, opiewających kobiecą wolność i seksualność i wymierzonych w mizoginiczną, seksistowską tradycję literacką. Ma poglądy socjalistyczne i feministyczne.
Utwory Rymbu były publikowane pismach i antologiach Wozduch, Wołga, Nowaja Realnost, Nowoje Literaturnoje Obozrienie, Translit, Snob, Colta.ru, Połutona, Megalit. Autorka książek poetyckich: Pieredwiżnoje prostranstwo piereworota (Moskwa 2014), Wriemia ziemli (Charków 2018), Żyzń w prostranstwie (2018).
Była laureatką Międzynarodowego Festiwalu Poezja bez granic (Ryga, 2017).
Na język polski wiersze Rymbu tłumaczyła Aneta Kamińska, Tomasz Pierzchała.